# Аравинд Адига
Аравинд Адига (енгл. Aravind Adiga, рођен 23. октобра 1974)  је индијски писац и новинар. Његов дебитантски роман Бели тигар освојио је 2008. награду Букер. 

## Биографија

### Рани живот и образовање
Аравинд Адига је рођен у Мадрасу (данас Ченај ) 23. октобра 1974. од оца др К. Мадхаве Адиге и мајке Уше Адиге из Мангалора. Његов деда по оцу био је К. Сурианараиана Адига, бивши председник банке Карнатака,    и прадеда по мајци, У. Рама Рао, популарни лекар и конгресни политичар из Мадраса. 
Адига је одрастао у Мангалору, школовао се је у средњој школи Цанара, а касније на колеџу St. Aloysius у Мангалуру, где је завршио SSLC 1990.  
Након што је са породицом емигрирао у Сиднеј, Аравинд је похађао средњу пољопривредну школу Џејмс Русе. Касније је студирао енглеску књижевност на Колумбија колеџу Универзитета Колумбија, у Њујорку, код Сајмона Шаме, а дипломирао је као салутаторион 1997. Такође је студирао на у Оксфорду, где му је један од тутора била Хермиона Ли.

### Каријера
Аравинд Адига је започео своју каријеру као финансијски новинар, стажирајући у Фајненшал тајмсу. Са текстовима објављеним у Фајненшал тајмсу и Money-у, покрио је тржиште акција и улагања. Као дописник Тајмса интервјуисао је америчког председника Доналда Трампа.  Његов осврт на књигу претходног добитника Букерове награде Питера Керија из 1988, Оскар и Лусинда, појавио се у The Second Circle, онлајн књижевном прегледу. 
Адигу је касније ангажовао Time где је остао дописник из Јужне Азије три године пре него што је постао слободњак.  Написао је Белог тигра у овом периоду. Сада живи у Мумбају, Махараштра, Индија. 

### Награда Букер
Адигин дебитантски роман, Бели тигар, освојио је Букерову награду 2008. и адаптиран је у филм Бели тигар. Он је четврти аутор индијског порекла који је освојио награду, после Салмана Руждија, Арундати Рој и Киран Десаи. Видјадар Сураџпрасад Најпол, још један победник, је етнички Индијац, али је рођен на карипском острву Тринидад. Роман проучава контраст између успона Индије као модерне глобалне економије и главног лика, Балрама, који долази из сломљеног руралног сиромаштва.  Адига је објаснио да је „критика писаца попут Флобера, Балзака и Дикенса из 19. века помогла Енглеској и Француској да постану боља друштва“. 
Убрзо након што је освојио награду, тврдило се да је Адига претходне године отпустио агента који је обезбедио његов уговор са Atlantic Books-ом на Сајму књига у Лондону 2007.  У априлу 2009. најављено је да ће роман бити адаптиран у играни филм.  Потакнуто углавном добитком Букерове награде, индијско издање Белог тигра у тврдом повезу продато је у више од 200.000 примерака. 

### Академска критика
Роман је описан као Образовни роман из првог лица и смештен у шири контекст савременог индијског писања на енглеском, као роман о „тами“ (који нас подсећа на Дикенсов Лондон) и фасцинантна прича о успеху о успону преко ноћи једног јунака од беде до богатства, али и о развоју Индије као глобалне тржишне привреде. Мендес (2010) примећује у томе извесну извештаченост, вешто маскирану иронијом, и примећује "насловни лик изрезан од картона" опремљен неаутентичним гласом који на крају поткопава питања класне политике” (стр. 277). Пакистански блогер Сармад Икбал рецензирао је Адигин Бели тигар за International Policy Digest, рекавши: „Овај роман на више начина ми је отворио очи о Индији у успону као Пакистанцу. Одрастао сам слушајући и не научивши ништа добро о Индији. Док сам се упознао са свим мрачним тајнама Индије у успону које је Адига открио у овом роману, наишао сам на неколико запањујућих сличности између онога што се дешава у 'непријатељској држави' коју сам познавао од детињства и моје сопствене земље Пакистан.“ 

### Остали радови
Адигина друга књига, Између атентата, објављена је у Индији у новембру 2008. и у САД и Великој Британији средином 2009. године.   Његова трећа књига, Последњи човек у кули  , објављена је у Великој Британији 2011. Његов следећи роман, Дан избора , објављен је 8. септембра 2016.  Амнестија (Amnesty) је објављена 2020. и говори о патетичном стању имиграната. Ушао је у ужи избор за награду Miles Franklin Award 2021. 

### Романи
- Бели тигар (The White Tiger) (2008)
- Између атентата (Between the Assassinations) (2008)
- Последњи човек у кули (Last Man in Tower) (2011)
- Дан селекције (Selection Day) (2016)
- Амнестија (Amnesty) (2020)

### Кратке приче
- Султанова батерија ("The Sultan's Battery") (Гардијан, 18. октобар 2008, онлајн текст )
- "Smack" (The Sunday Times, 16. новембар 2008, текст на мрежи Архивирано 2011-06-16 на сајту  )
- „Последњи Божић у Бандри“ (The Times, 19. децембар 2008, онлајн текст[мртва веза] )
- "The Elephant"( The New Yorker, 26. јануар 2009, онлајн текст )